# 戈龙迪-诺瓦克·埃莱梅尔
戈龙迪-诺瓦克·埃莱梅尔（匈牙利語：Gorondy-Novák Elemér，1885年2月23日—1954年5月15日），匈牙利军官、最高军衔为大将。他对待手下严厉而粗鲁，因而有“粗鲁的诺瓦克”（Goromba-Novák）这一绰号。
第一次世界大战期间，加入奥匈帝国军队。匈牙利独立后，加入匈牙利红军。霍尔蒂·米克洛什上台后，效忠于霍尔蒂。1934年11月1日被提升为将军。1940年3月1日，被任命为匈牙利第三集团军司令官。
1941年4月，第三集团军集结于弗拉涅和巴奇-基什孔州，4月12日，开始入侵南斯拉夫。第三集团军协助德军进攻，并充当占领军。1941年11月1日解任，由德克莱瓦·佐尔坦继任司令官。
二战以后流亡阿根廷。